# Чатангинский хребет
Чата́нгинский хребе́т — горный хребет в Забайкальском крае России, в междуречье верхних течений рек Чикой и Ингода.
Хребет протягивается на 70 км в субмеридиональном направлении от истоков реки Большая Буреча на юге до истоков реки Хохряковская Анга на севере, где он соединяется с Жергоконским хребтом. В южном начале хребта есть перемычка, соединяющая его с массивом Сохондо в хребте Хэнтэй. Средняя ширина хребта немного превышает 30 км. Преобладающие высоты составляют 1900—2000 м, максимальная — 2232 м.
Хребет сложен в основном породами позднепалеозойского возраста, прорванными местами телами гранитов средне-позднеюрского возраста. В рельефе преобладают среднегорья, сочетающиеся с высокогорьями с сильной степенью горизонтального и вертикального расчленения, дополняемого большим количеством разломов. Склоны, как правило, крутые, на них встречаются курумы и скальные выступы. В речных долинах сохранились следы плейстоценовых оледенений, на водоразделе местами встречаются фрагменты исходной поверхности выравнивания. Основные типы ландшафта — горная тайга, предгольцовые редколесья, гольцы.

## Топографические карты
- Лист карты M-49-XXI. Масштаб: 1 : 200 000. Указать дату выпуска/состояния местности.
- Лист карты M-49-XXII. Масштаб: 1 : 200 000. Указать дату выпуска/состояния местности.